# The Silent Woman
The Silent Woman è un film muto del 1918 diretto da Herbert Blaché.

## Produzione
Il film fu prodotto dalla Metro Pictures Corporation, sotto la supervisione di Maxwell Karger.

## Distribuzione
Distribuito dalla Metro Pictures Corporation, il film uscì nelle sale cinematografiche USA il 2 settembre 1918.